# Круталевич Вадим Андрійович
Круталевич Вадим Андрійович (біл. Вадзім Андрэевіч Круталевіч; (4 липня 1922, село Мале Хонове — 9 квітня 2006) — білоруський юрист, історик, соціолог. Доктор юридичних наук (1974), професор (1987). Лауреат Державної премії Республіки Білорусь (2000).

## Біографія
Народився у селянській сім'ї. Учасник Великої Вітчизняної війни.
Закінчив Московський Державний університет. В інституті філософії та права АН Білорусі був спочатку старшим науковим співробітником (1954), завідувачем сектора (1979), ведучим науковим співробітником (1989), головним науковим співробітником (1992).
У 1974 році захистив докторську дисертацію (БДУ; «Провал контрреволюційних планів створення білоруської буржуазної держави та створення БРСР (жовтень 1917 — лютий 1919 роки)»).
З 1996 року був членом Правової консультаційної ради при Президенті Республіки Білорусь.